# Deporte en Paraguay
La historia del deporte en Paraguay se remonta a la era de las colonizaciones, donde los Guaraníes ya realizaban algunos deportes clásicos de cada tribu, esto lo realizaban generalmente los domingo.

## Historia
Desde 1639 está documentado que había entre los Guaraníes "un juego de pelota con el pie".
El antropólogo, sacerdote jesuita y lingüista Bartomeu Meliá, uno de los investigadores más destacados de América, asegura, que fueron los Guaraníes del Paraguay los inventores del fútbol. En 1777 también existe una descripción del fútbol guaraní, deporte dominguero por excelencia en las plazas de los pueblos misioneros, pero juego todavía desconocido e inédito en las naciones europeas. Y en 1793 tenemos otra descripción semejante, incluso más expresiva y viva.
A esto también se suma, el padre Antonio Ruiz de Montoya en su Tesoro de la lengua guaraní, impreso en Madrid en 1639, habla ya de las pelotas de juego y de qué material se hacían”.
“Sí, los Guaraníes jugaban un juego de pelota con los pies. Lo describe el padre jesuita José Cardiel, en el libro Las misiones del Paraguay” (Madrid, Historia 16, 1989, p. 135):
Meliá menciona otro dato como argumento: el manuscrito original del padre Cardiel es del año 1771, cuando ya estaba exiliado en Italia y recordaba con nostalgia a sus queridos Guaraníes y sus pueblos, a los que había dedicado buena parte de su vida.
“Los Guaraníes jugaban también a la pelota, una pelota de goma compacta, tan botadora y ligera, que recibido un primer impulso, sigue dando botes por mucho tiempo sin pararse y sin conocer pausa ni descanso, repitiendo al caer por su propio peso los grande saltos. Los Guaraníes no juegan a la pelota como nosotros con la mano, sino que la envían y la vuelven a recibir con la parte superior del pie descalzo con gran rapidez y mucha destreza” (José Manuel Peramás, Platón y los Guaraníes. Asunción, CEPAG, 2004, p. 97).

## Deportes Representativos
| Deportes            | Modalidades Representativas | Eventos Olímpicos | Eventos Mundiales |  |
| ------------------- | --------------------------- | ----------------- | ----------------- |  |
| Atletismo           | Lanzamientos, Combinados    | Sí                | Sí                |  |
| Baloncesto          | Masculino, Femenino         | No                | Sí                |  |
| Balonmano           | Femenino                    | No                | Sí                |  |
| Esgrima             | Masculino                   | Sí                | Sí                |  |
| Fútbol              | Masculino                   | Sí                | Sí                |  |
| Fútbol Sala         | Masculino                   | *                 | Sí                |  |
| Fútbol de salón     | Femenino, Masculino         | *                 | Sí                |  |
| Golf                | Masculino, Femenino         | No                | Sí                |  |
| Hockey sobre césped | Femenino                    | No                | No                |  |
| Judo                | Femenino                    | No                | Sí                |  |
| Karate              | Masculino                   | No                | Sí                |  |
| Natación            | Relevos, Libres             | Sí                | Sí                |  |
| Patinaje            | Artística                   | *                 | No                |  |
| Remo                | Scull Individual            | Sí                | Sí                |  |
| Squash              | Masculino                   | *                 | No                |  |
| Taekwondo           | Masculino, Femenino         | Sí                | Sí                |  |
| Tenis               | Femenino, Masculino         | Sí                | Sí                |  |
| Tenis de Mesa       | Masculino                   | Sí                | Sí                |  |
| Masculino           | Sí                          | Sí                |                   |  |
| Triatlón            | Femenino                    | No                | No                |  |
| Vela                | Laser                       | Sí                | Sí                |  |
| Voleibol            | Masculino                   | No                | Sí                |  |

## Atletismo

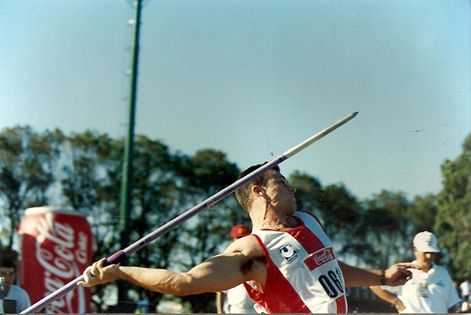
Édgar Baumann tiene el récord suramericano en lanzamiento de jabalina con una marca de 84.70 metros alcanzado en 1999.

Atletismo en Paraguay está dirigido por la Federación Paraguaya de Atletismo.
Es principalmente practicado en las modalidades de lanzamientos, sus principales representantes son Edgar Baumann actual recordista sudamericano, Víctor Fatecha, Leryn Franco, Nery Kennedy (en jabalina) y Ramón Jiménez Gaona (en disco). ABC Color declaró que Paraguay es el mejor sitio para conseguir lanzadores. Fondistas paraguayos comenzaron a destacarse durante de los 2010, como Derlis Ayala, Carmen Martínez y María Caballero.
Édgar Baumann recordista suramericano y Leryn Franco son representados internacionalmente como figuras del atletismo suramericano.
A nivel nacional se disputa campeonatos nacionales cada año entre los clubes de atletismo afiliados a la Federación Paraguaya de Atletismo. La Asociación de Atletismo del Alto Paraná es reconocido por tener los mejores fondistas del país mientras Sol de América y Paraguay Marathon Club tienen los mejores lanzadores y velocistas del país.
Los estadios centrales de los campeonatos de atletismo del Paraguay están ubicados en la Secretaría Nacional de Deportes en Asunción y en el Comité Olímpico Paraguayo en Luque.

## Baloncesto
A pesar de que el baloncesto  no sea un deporte muy practicado en Paraguay, el país logró participar en dos ocasiones del Campeonato mundial de baloncesto en su categoría masculina, la categoría femenina está en constante crecimiento prueba de eso es la cada vez mejor posición que ocupa a nivel continental. Actualmente los torneos a nivel nacional se engloban en la Primera División de Baloncesto de Paraguay.

## Balonmano
El balonmano es practicado principalmente en la categoría femenina, y ya accedió al Campeonato Mundial de Balonmano Femenino en 4 ediciones (2007, 2013, 2017 y 2021) y ganó la medalla de bronce en el Campeonato Panamericano de Balonmano Femenino de 2017, además de la medalla de plata en los Juegos Suramericanos de 2022. Es uno de los mejores equipos sudamericanos y constantemente aparece en las mejores posiciones a nivel juvenil. En la categoría masculina la práctica es menor, lo que impide su crecimiento es la centralización del deporte en la zona central del país.

## Fútbol
Unos de los deportes más prácticados y populares en Paraguay es el fútbol. La selección de Paraguay es una de las más fuertes del continente siendo dos veces campeona de la Copa América en 1953 y en 1979. Obtuvo una medalla de plata en los Juegos Olímpicos de Atenas 2004 siendo la única del país hasta el momento. Además participó ocho veces en la Copa Mundial de Fútbol logrando superar la primera fase en 4 de ellas y en la edición de la Copa Mundial de Fútbol 2010 logró por primera vez llegar a los cuartos de final. Disputa los partidos de local en el Estadio Defensores del Chaco que cuenta con una capacidad aproximada de 43.000 espectadores. Los jugadores más conocidos son José Luis Chilavert, Roque Santa Cruz, Salvador Cabañas, Nelson Haedo Valdez, Óscar Cardozo, Carlos Gamarra, José Saturnino Cardozo, Lucas Barrios, Francisco Arce, entre otros. Y el más renombrado de todos, quien fuera ídolo en la mitad del siglo XX, Arsenio Erico. El campeonato de Primera División del futbol paraguayo se comenzó a disputar en el año 1906. El equipo con más campeonatos ganados es el Club Olimpia con 45 títulos, seguido del Club Cerro Porteño con 34. Estos clubes son rivales históricos, y disputan entre sí el Superclásico paraguayo. El Club Olimpia se ha destacado a nivel internacional obteniendo tres Copas Libertadores y una Copa Intercontinental, totalizando 8 copas internacionales a nivel de clubes. Los equipos de Fútbol más populares de la capital son:
- Club Cerro Porteño
- Club Olimpia
- Club Libertad
- Club Guaraní
- Entre otros clubes se encuentran: el Club Sportivo Luqueño y El Club Nacional.

## Futsal o Fútbol de Salón
Esta actividad deportiva a nivel internacional está representada por la selección de fútbol de salón de Paraguay, que se encuentra presidida por la Federación Paraguaya de Fútbol de Salón, que es la organización encargada de dirigir y promocionar este deporte a nivel nacional. Logró ser campeón del Campeonato Mundial de futsal de la AMF, en sus ediciones de 1988, 2003, 2007 y 2023. Este deporte es ampliamente difundido en todo el país siendo más practicado que el fútbol campo en el país.
Paraguay es la sede del organismo internacional que rige el deporte de  fútbol de salón (futsal) a nivel mundial, que es la Asociación Mundial de Futsal (AMF).

## Golf
El golf cuenta con varios practicantes, uno de los golfistas más famosos del Paraguay es Carlos Franco, que ha ganado más de 20 torneos en Latinoamérica, cinco veces el Japan Golf Tour y cuatro torneos en la máxima categoría del PGA Tour en Estados Unidos. En el PGA Tour, fue el primer novato en pasar la marca del millón de dólares y en 1999 fue elegido como "novato del año". Llegó a estar entre los 50 mejores del ranking mundial en varias ocasiones.
Fabrizio Zanotti ha logrado dos victorias en el European Tour, y fue medallista de oro en los Juegos Panamericanos de Lima 2019.
Julieta Granada y Celeste Troche ganaron la Copa Mundial Femenina de Golf de 2007. Granada además logró una victoria y seis segundos puestos en el LPGA Tour, y finalizó quinta en el Abierto Británico Femenino de 2014.
Otros grandes golfistas del país son Ángel Franco (hermano de Carlos Franco), Sindulfo Santacruz, Marcos Ruiz, Fabrizio Santacruz, Raúl Fretes, entre otros.

## Natación
En natación destaca Benjamin Hockin, quien ganó una medalla de bronce en los 200 metros libres en los Juegos Panamericanos de 2011.

## Rally
Paraguay es el máximo ganador en Rally en Sudamérica. Es uno de los deportes con más aficionados en Paraguay que cada año reúne miles de personas en el Trans-Chaco Rally, que es una de las mayores competiciones del deporte en América Latina. Para una mejor organización está el Centro Paraguayo de Volantes que organiza los eventos automovilísticos a nivel nacional.

## Tenis

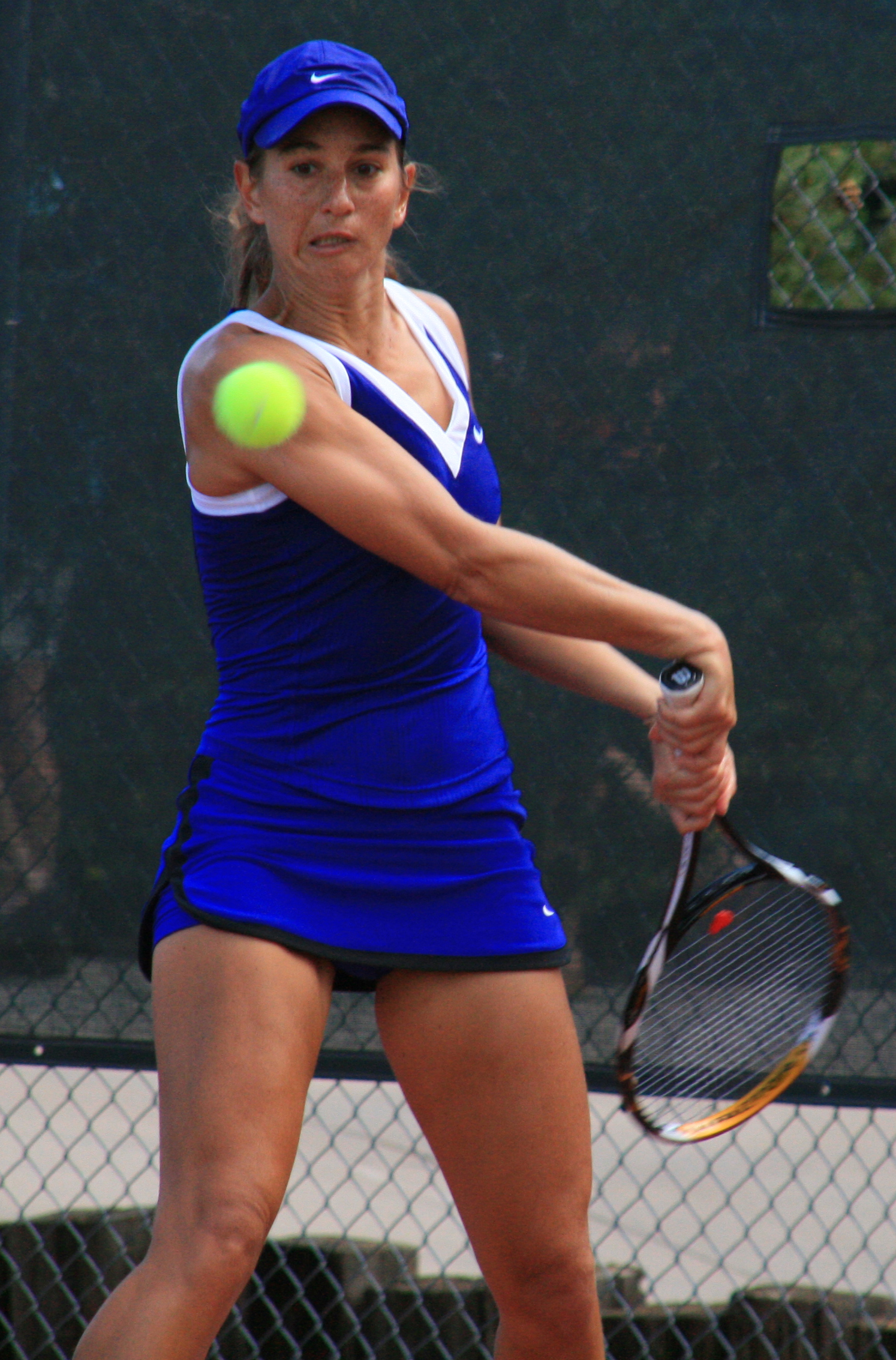
Rossana de los Ríos en la final de singles de Roland Garrros junior pegando una pelota.

En el tenis, Víctor Pecci consiguió el Torneo de Roland Garros en junior en 1973 y el subcampeonato en la categoría profesional en 1979 perdiendo contra Björn Borg, Rossana de los Ríos repitió lo de Pecci en 1992 con el título del Roland Garros junior. En la Copa Davis Paraguay compitió por primera vez en la edición del año 1931, y luego volvió a competir solo en el año 1982. Su mejor resultado fue llegar a los cuartos de final del Grupo Mundial en cuatro oportunidades en los años 1983, 1984, 1985 y 1987.
Actualmente Verónica Cepede Royg y Monserrat González son consideradas unas de las mejores tenistas juveniles de paraguay.

## Voleibol
El vóleibol comenzó a practicarse con asiduidad a comienzos de la década del 20 y se cuenta que en ocasión de la fundación de la Federación Paraguaya de Vóleibol, en 1928, se encargó también de sustentar orgánicamente al básquetbol.

## Futvóley
El futvóley es uno de los deportes más populares en Paraguay donde se lo conoce como "piquivóley", normalmente se practica a nivel urbano en dicho país. En los últimos tiempos se ha popularizado rápidamente y actualmente existe un gran número de seguidores de este deporte por todo el mundo, especialmente en Brasil. En el Mundial de Futvóley 4 x 4, organizado en Río de Janeiro en el año 2011, Paraguay se coronó campeón liderado por el histórico Julio César "Romerito", el resto del equipo estaba conformado por Víctor Martínez, Jesús Penayo, Odilio Riquelme y Widilio Andino, este último electo mejor jugador del Mundial. Derrotaron a Brasil liderado y dirigido por el exjugador Romario por 25 a 20. En el año 2016 Paraguay repitió una hazaña similar pero esta vez en un Campeonato Mundial de 2 x 2 (también organizado en Río de Janeiro). Paraguay logró acceder a la final para luego vencer a Brasil, la dupla guaraní estaba conformada por Fernando "Chore' i" Lugo y Esteban Dávalos que ganaron por 2 sets a 0 a los brasileños Anderson Águiar y Tatá, coronándose campeones del mundo.

## Fútbol de Playa

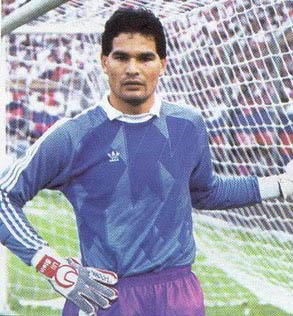
Goalkeeper José Luis Chilavert, jugador paraguayo.

La Selección de fútbol playa de Paraguay representa a Paraguay en competiciones internacionales de fútbol playa y está controlada por la Asociación Paraguaya de Fútbol. Son conocidos como los Pynandi (pies descalzos, en guaraní). En el 2012, participó en la primera edición de los Juegos Bolivarianos de Playa obteniendo la medalla de oro, siendo este su mayor logro. En 2013, Paraguay se clasificó por primera vez para disputar un Campeonato Mundial de Fútbol Playa al vencer a su par de Brasil. Además, el equipo albirrojo consiguió otro resultado histórico al propinarle a Brasil su primera derrota en torneos organizados por la Conmebol. En el 2015, vuelve a participar en el Mundial de Fútbol Playa llevado a cabo en Portugal. En la edición del 2017 tuvo su mejor participación, quedando entre los 8 mejores equipos del mundo, siendo derrotado en los cuartos de final contra Tahití. Paraguay organizó la Copa Mundial de Fútbol Playa FIFA 2019 siendo así el primer campeonato mundial FIFA organizado en el país, además de ser la primera vez que un país mediterráneo albergó dicho evento. Paraguay alcanzó su mejor puesto en ranking mundial FIFA en el Fútbol Playa en el 2019, alcanzando el sexto lugar.

## Otros
- También el Fútbol sala tiene varios adeptos en este país, llegó a participar en cuatro de las seis ediciones realizadas del Campeonato Mundial de fútbol sala de la FIFA.
- La natación, el ajedrez, el hockey sobre césped son deportes que han venido adquiriendo varios practicantes.
- El tenis de mesa cuenta actualmente con atletas juveniles como Marcelo Aguirre (actualmente el n.° 1 de Latinoamérica), Axel Gavilán y Rodolfo Real.
- El rugby es otro deporte popular en el país, y la Selección de rugby de Paraguay está actualmente en el Sudamericano "A" del deporte, pero aún no ha logrado acceder a la Copa Mundial de Rugby, son apodados "los yacarés", en relación con el caimán que habita en Paraguay.

## Eventos multideportivos
La delegación de Paraguay en los Juegos Olímpicos ha tomado parte en 10 ediciones. Siendo su mejor presentación en Atenas 2004, en donde consiguió su única medalla olímpica hasta el momento.
| Año   | País              | Sede        | Posición | Oro | Plata | Bronce | Total |
| ----- | ----------------- | ----------- | -------- | --- | ----- | ------ | ----- |
| 2004  | Bandera de Grecia | Atenas 2004 | 67/74    | 0   | 1     | 0      | 1     |
| Total | Total             |             |          | 0   | 1     | 0      | 1     |

Paraguay en los Juegos Panamericanos ha obtenido 15 medallas, incluyendo un oro en Lima 2019.
| Año   | País                      | Sede               | Posición | Oro | Plata | Bronce | Total |
| ----- | ------------------------- | ------------------ | -------- | --- | ----- | ------ | ----- |
| 1987  | Bandera de Estados Unidos | Indiannapolis 1987 | 26/26    | 0   | 0     | 1      | 1     |
| 1995  | Bandera de Argentina      | La Plata 1995      | 21/31    | 0   | 1     | 2      | 3     |
| 2007  | Bandera de Brasil         | Río 2007           | 32/33    | 0   | 0     | 1      | 1     |
| 2011  | Bandera de México         | Guadalajara 2011   | 26/29    | 0   | 0     | 2      | 2     |
| 2015  | Bandera de Canadá         | Toronto 2015       | 22/31    | 0   | 1     | 2      | 3     |
| 2015  | Bandera de Perú           | Lima 2019          | 18/31    | 1   | 3     | 1      | 5     |
| Total | Total                     |                    |          | 1   | 5     | 9      | 15    |

Paraguay en los Juegos Suramericanos ha obtenido 124 medallas, incluyendo 19 oros.
| Año   | País                 | Sede         | Posición | Oro | Plata | Bronce | Total |
| ----- | -------------------- | ------------ | -------- | --- | ----- | ------ | ----- |
| 1978  | Bandera de Bolivia   | La Paz       | 7/8      | 2   | 3     | 4      | 9     |
| 1982  | Bandera de Argentina | Rosario      | 10/10    | 0   | 3     | 3      | 6     |
| 1986  | Bandera de Chile     | Santiago     | 8/10     | 1   | 6     | 8      | 15    |
| 1990  | Bandera de Perú      | Lima         | 10/10    | 0   | 4     | 2      | 6     |
| 1994  |                      | Valencia     | 10/14    | 3   | 0     | 7      | 10    |
| 1998  | Bandera de Ecuador   | Cuenca       | 12/14    | 1   | 1     | 4      | 6     |
| 2002  | Bandera de Brasil    | Brasil       | 10/14    | 0   | 1     | 8      | 9     |
| 2006  | Bandera de Argentina | Buenos Aires | 9/15     | 2   | 4     | 5      | 11    |
| 2010  | Bandera de Colombia  | Medellín     | 10/15    | 1   | 7     | 4      | 12    |
| 2014  | Bandera de Chile     | Santiago     | 9/14     | 3   | 5     | 2      | 10    |
| Total | Total                |              |          | 13  | 34    | 47     | 94    |

## Medios
En Televisión, el canal estatal Paraguay TV fue el único canal en transmitir en directo deportes, mientras que en Radio lo transmite ABC Cardinal. En 1993 aparecen varios canales temáticos en sistemas de cable. Actualmente hay canales deportivos nacionales como One Sports, Tigo Sports y Personal Sports que emiten las 24 Horas. Actualmente hay cadenas deportivas multinacionales como ESPN, Fox Sports y DIRECTV Sports, Claro Sports y anteriormente PSN.